# Les Aventures du comte Bobby
Pour plus de détails, voir Fiche technique et Distribution.
Les Aventures du comte Bobby (titre original : Die Abenteuer des Grafen Bobby) est un film autrichien réalisé par Géza von Cziffra sorti en 1961.

## Synopsis
La comtesse Ratzeberg, la tante du comte Bobby (de) , voudrait accompagner la fille du millionnaire américain Piper en tant que chaperon ne lors d'un voyage à travers l'Europe. Malheureusement la vieille dame est gravement malade. Comme on a besoin de l'argent de toute urgence, son neveu Bobby s'habille comme la comtesse Ratzeberg et commence le voyage. Le comte Bobby tombe amoureux de sa pupille Marie et se présente maintenant à elle comme un homme. Mais au grand dam de Bobby, son meilleur ami, le baron Mucki, est également amoureux de Mary. Et celui-ci lui met toutes sortes de bâtons dans les roues. À un moment donné, le comte Bobby est désespérément submergé par des vêtements qui changent constamment et Mary vient derrière elle. Bien sûr, elle ne peut pas être en colère contre lui depuis longtemps, et le jeune bonheur est parfait.

## Fiche technique
- Titre : Les Aventures du comte Bobby
- Titre original : Die Abenteuer des Grafen Bobby
- Réalisation : Géza von Cziffra assisté de Lothar Gündisch
- Scénario : Albert Anthony, Helmuth M. Backhaus
- Musique : Heinz Gietz
- Direction artistique : Fritz Jüptner-Jonstorff, Alexander Sawczynski
- Costumes : Gerdago
- Photographie : Sepp Ketterer
- Son : Herbert Janeczka
- Montage : Arnfried Heyne
- Production : Herbert Gruber
- Société de production : Sascha-Film
- Société de distribution : Constantin Film
- Pays d'origine :  Autriche
- Langue : allemand
- Format : Couleur - 1,66:1 - mono - 35 mm
- Genre : comédie
- Durée : 94 minutes
- Dates de sortie :
  - Allemagne : 1er avril 1961.
  - Finlande : 1er décembre 1961.
  - Danemark : 20 février 1962.
  - France : 13 novembre 1964[1].

## Distribution
- Peter Alexander : le comte Bobby Pinelski (de)
- Gunther Philipp : Le baron Mucki von Kalk
- Vivi Bach : Mary Piper
- Bill Ramsey : Bill, le majordome
- Susi Nicoletti : Evelyn Piper
- Oskar Sima : Donald Piper
- Hubert von Meyerinck : Mr. Cower
- Adrienne Gessner : La comtesse Henriette Ratzeberg
- Fritz Muliar : Josef Powidel
- Boy Gobert : Slippery
- Rolf Olsen : Le président Eisenbauer
- Alma Seidler : Madame Lussac
- C. W. Fernbach : Dr. Kajetan